# Mika Marila
Mika Marila (né le 9 février 1973) est un ancien skieur alpin finlandais.

## Coupe du Monde
- Meilleur classement final : 69e en 2000.
- Meilleur résultat : 6e.